# Akarmara
Akarmara (en georgiano: აკარმარა; en abjasio: Аҟармара) es un pueblo abandonado que pertenece a la parcialmente reconocida República de Abjasia, dentro del distrito de Tkvarcheli, aunque de iure es parte del municipio de Ochmachire de la República Autónoma de Abjasia de Georgia.Anteriormente Akarmara solía ser un gran centro de minería de carbón.

## Geografía
Akarmara se encuentra en el valle entre los montes de Kodori y la cresta Rechshja, a través de la cual fluye el río Galidzga, 9 km al este de Tkvarcheli. El pueblo abandonado se administra desde Tkvarcheli.   

## Historia
Akarmara fue fundada en 1938 como un asentamiento de tipo urbano, en el que vivían principalmente mineros que trabajaban en los yacimientos de carbón del distrito de Tkvarcheli. En 1942, Akarmara se unió administrativamente a la ciudad de Tkvarcheli. La arquitectura de Akarmara es inusual para el Cáucaso y la URSS porque as casas fueron construidas principalmente por prisioneros de guerra alemanes durante la Segunda Guerra Mundial en estilo neoclásico. Akarmara se distinguió así de las típicas ciudades mineras soviéticas, ya que el estilo arquitectónico de sus edificios era puramente Europeo occidental.
Akarmara fue destruida y despoblada durante la guerra entre Georgia y Abjasia de 1992-1993. Mientras duró la guerra, la mayoría de los residentes locales abandonaron el pueblo de Akarmara. El asedio de Akarmara duró 413 días y fue bombardeada por artillería. Durante la guerra, casi toda la infraestructura industrial fue destruida, muchos edificios fueron destruidos por los bombardeos y las carreteras fueron dañadas por las bombas. No muy lejos de Akarmara hay otros pueblos fantasmas como Yantuja o Poliana.  
En los últimos años, varias familias han regresado a Akarmara, un total de 36 personas, que viven en una sola casa que tiene un techo nuevo.Durante muchos años sólo atrajo a curiosos pero recientemente se ha convertido en un lugar de peregrinaje para grupos turísticos organizados.

## Demografía
A finales de los años 1980, la población del pueblo era de 5 mil personas, principalmente mineros y sus familias.

## Economía
Antes de la guerra, Akarmara era una importante aldea industrial en Abjasia centrada en la minería del carbón. En Akarmara también existían baños termales que utilizaban agua mineral de los manantiales de agua mineral de Tkvarcheli.

## Infraestructura

### Transporte
En el pueblo solía haber una estación que conectaba Akarmara con Tkvarcheli y Ochamchire. Las vías de la línea ferroviaria que va de Tkvarcheli a Akarmara han sido arrancadas, la línea cancelada y el puente ferroviario sobre Galdzga se encuentra en mal estado.